# عسل‌خوار گردن‌سفید

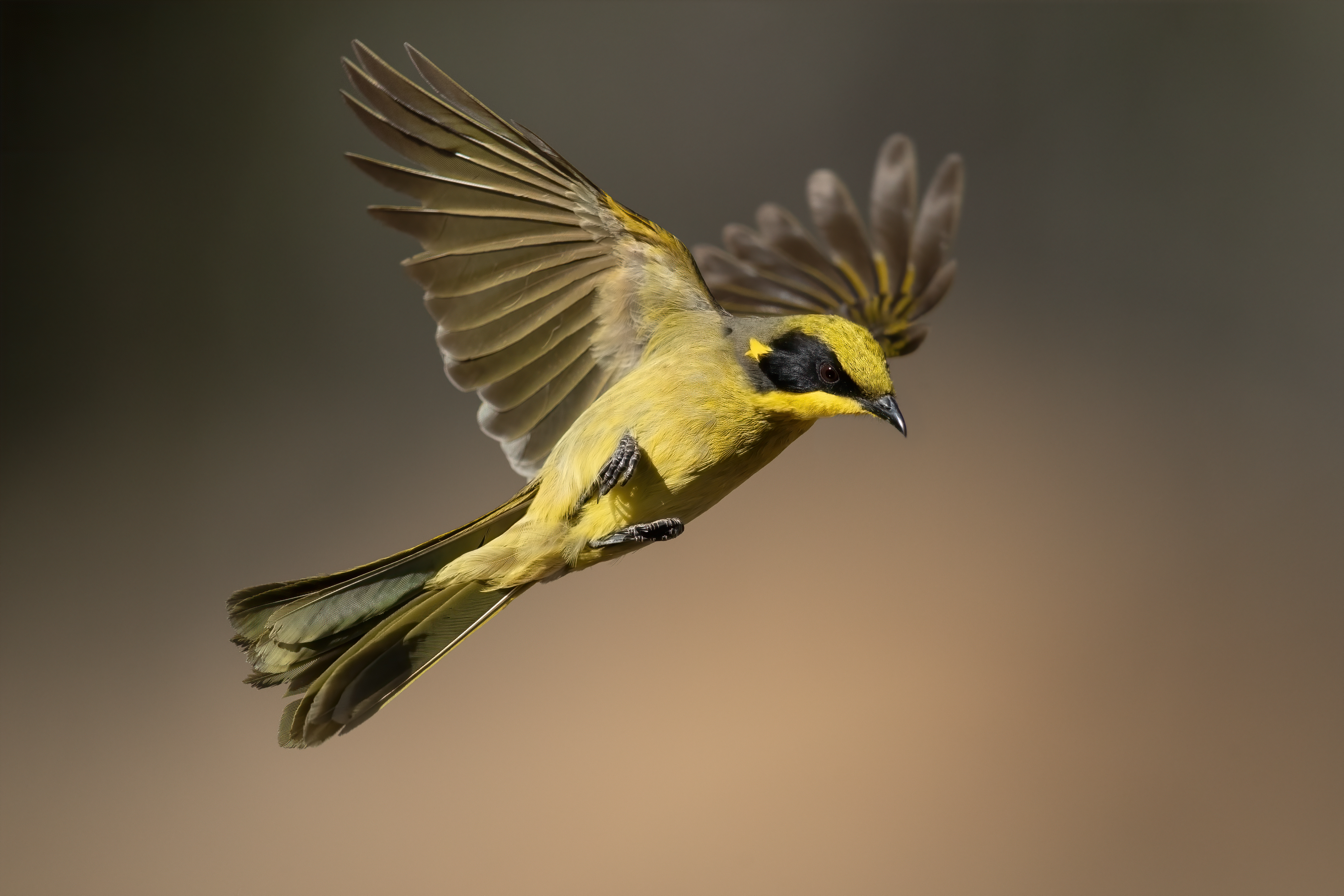
عسل‌خوار گردن‌سفید، نخستین‌بار در سال ۱۸۰۲ میلادی، توصیف‌شد.

عسل‌خوار گردن‌سفید (نام علمی: Melithreptus lunatus) نام یک گونه از خانواده عسل‌خوار بومی شرق استرالیا است. نشان داده شده است که پرندگان جنوب غربی استرالیا گونه‌های مجزایی هستند، Gilbert's honeyeater و پرندگان شرقی بیشتر با عسل‌خوار سرسیاه تاسمانی مرتبط‌اند. یکی از چند گونه مشابه از عسل‌خوارهای سرسیاه از سرده Melithreptus، در جنگل eucalypt سخت‌برگ خشک اقامت گزیده است. غذای آن شامل شهد گل‌ها و حشرات می‌شود.